# Lycianthes ocellata
Lycianthes ocellata là loài thực vật có hoa trong họ Cà. Loài này được (Donn. Sm.) C.V. Morton & Standl. mô tả khoa học đầu tiên năm 1940.